# SAIC-GM-Wuling

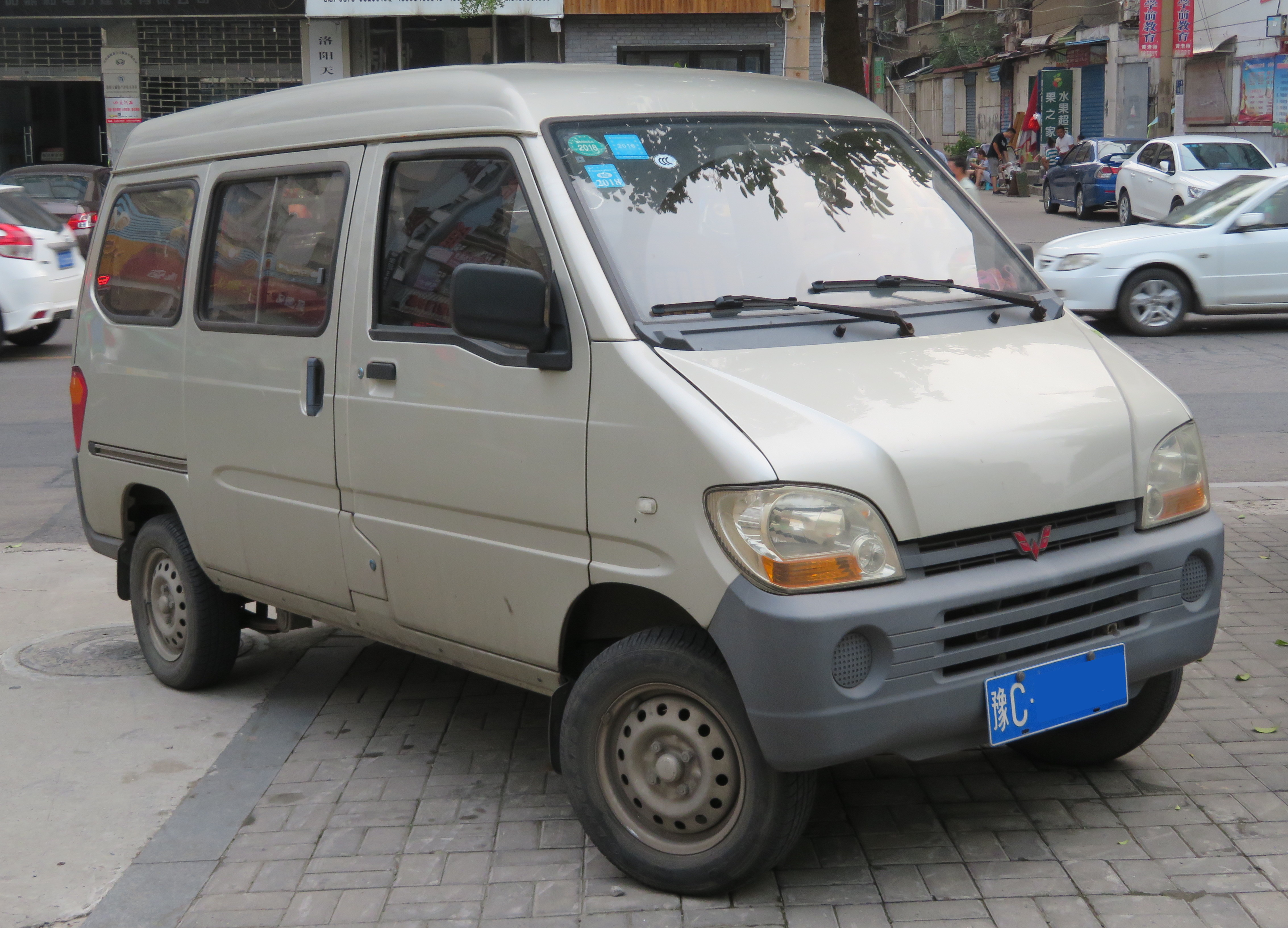
Wuling Sunshine

La SAIC-GM-Wuling Automobile (上汽通用五菱汽车股份有限公司S), abbreviata anche con la sigla SGMW, è una casa automobilistica cinese fondata il 18 novembre 2002. 
La SMGW è nata dalla joint venture tra la SAIC Motor, la General Motors e la Wuling Motors con sede a Liuzhou nel sud-ovest della Cina. 
Produce veicoli commerciali e automobili con i marchi Wuling Motors e Baojun. Nel 2011 la SGMW ha venduto 1 286 000 veicoli in Cina e nel 2012 1 445 000.
La SGMW è uno dei maggiori produttori di minivan in Cina, che in cinese vengono chiamati mianbao che' (Template:Lamg); questi veicoli commerciali di dimensioni ridotte non sono più grandi di un'autovettura compatta. Uno dei più venduti minivan è il Wuling Sunshine, che viene venduto in più di 450.000 unità all'anno.

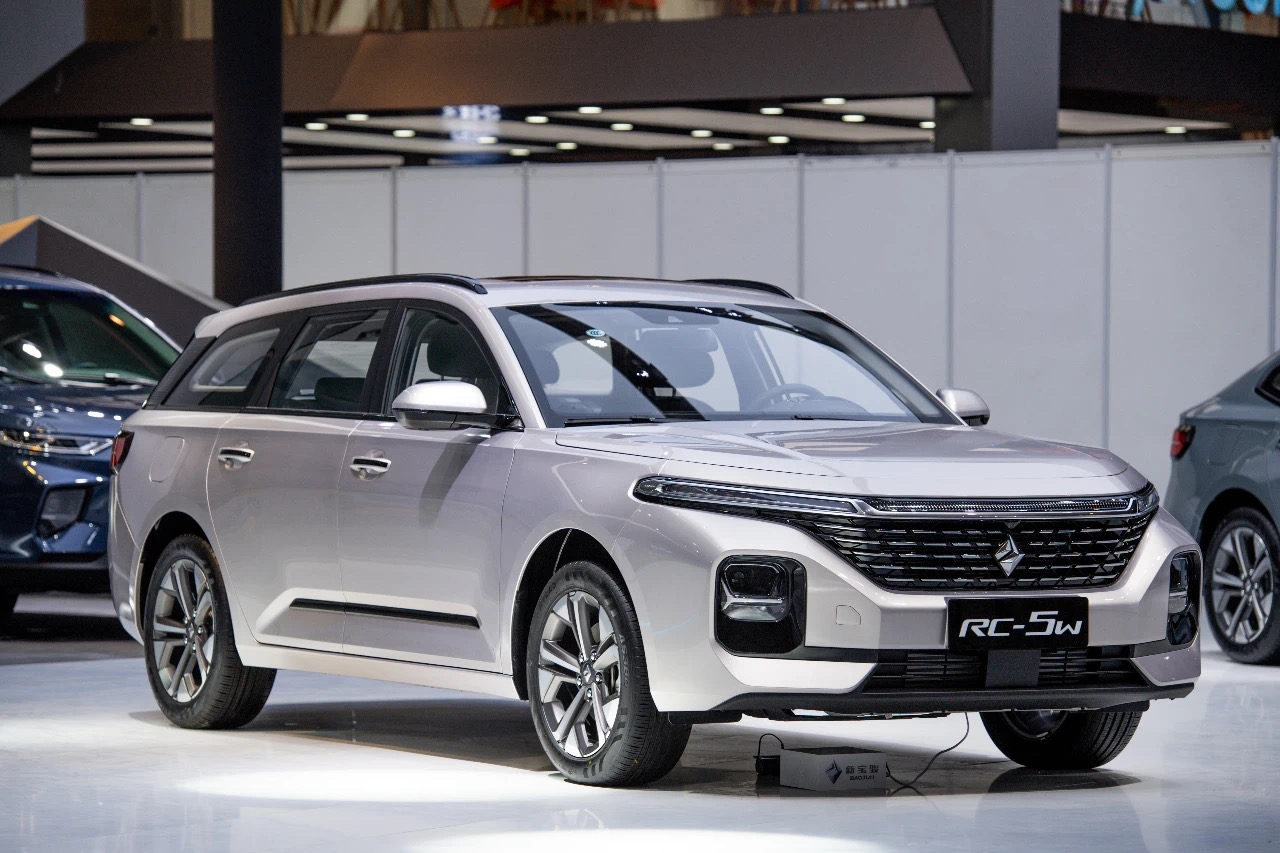
Baojun RC-5 SW

## Modelli

### Wuling
- Wuling Xingchen
- Wuling Hongguang S3
- Wuling Zhengtu
- Wuling LZW6381
- Wuling Sunshine
- Wuling Rongguang
- Wuling Hongtu
- Wuling Xingwang
- Wuling LZW6370
- Wuling Zhengcheng
- Wuling EV50
- Wuling 730
- Wuling Victory
- Wuling Hongguang
- Wuling Hongguang S
- Wuling Hongguang S1
- Wuling Hongguang V
- Wuling Hongguang Plus
- Wuling Hongguang Mini EV
- Wuling Nano EV
- Wuling Air EV
- Wuling Jiachen
- Wuling Xingchi

### Baojun
- Baojun 630
- Baojun Lechi
- Baojun 310
- Baojun 310W
- Baojun 330
- Baojun 360
- Baojun 610
- Baojun 630
- Baojun 510
- Baojun 530
- Baojun 560
- Baojun 730
- Baojun RC-5
- Baojun RC-6
- Baojun RS-3
- Baojun RS-5
- Baojun RS-7
- Baojun RM-5